# Brooklyn Heights (Missouri)
Brooklyn Heights és una població dels Estats Units a l'estat de Missouri. Segons el cens del 2000 tenia 125 habitants.

## Demografia
Segons el cens del 2000, Brooklyn Heights tenia 125 habitants, 49 habitatges, i 34 famílies. La densitat de població era de 402,2 habitants per km².
Dels 49 habitatges en un 24,5% hi vivien nens de menys de 18 anys, en un 57,1% hi vivien parelles casades, en un 12,2% dones solteres, i en un 28,6% no eren unitats familiars. En el 24,5% dels habitatges hi vivien persones soles el 16,3% de les quals corresponia a persones de 65 anys o més que vivien soles. El nombre mitjà de persones vivint en cada habitatge era de 2,55 i el nombre mitjà de persones que vivien en cada família era de 3,03.
Per edats la població es repartia de la següent manera: un 24% tenia menys de 18 anys, un 5,6% entre 18 i 24, un 21,6% entre 25 i 44, un 30,4% de 45 a 60 i un 18,4% 65 anys o més.
L'edat mediana era de 44 anys. Per cada 100 dones de 18 o més anys hi havia 97,9 homes.
La renda mediana per habitatge era de 31.875 $ i la renda mediana per família de 31.250 $. Els homes tenien una renda mediana de 26.250 $ mentre que les dones 17.500 $. La renda per capita de la població era de 12.458 $. Entorn del 14,7% de les famílies i el 21% de la població estaven per davall del llindar de pobresa.

## Poblacions més properes
El següent diagrama mostra les poblacions més properes.